# Isojärvi, Salmijärvi och Rimpi
Isojärvi, Salmijärvi och Rimpi är sammanhängande  sjöar i Finland. De ligger i kommunerna Viitasaari och Keitele i landskapen Mellersta Finland och Norra Savolax, i den centrala delen av landet, 300 km norr om huvudstaden Helsingfors. Isojärvi, Salmijärvi och Rimpi ligger 144,3 meter över havet. I omgivningarna runt Isojärvi och Salmijärvi och Rimpi växer i huvudsak barrskog. Den är 8,2 meter djup. Arean är 2,31 kvadratkilometer och strandlinjen är 17,22 kilometer lång. Sjön  ingår i Kymmene älvs huvudavrinningsområde. 
I  Isojärvi finns ön Yrjönsaari.